# Джеремі Півен
Джеремі Семюель Півен (англ. Jeremy Samuel Piven; нар. 26 липня 1965, Нью-Йорк, США) — американський актор і кінопродюсер, володар премії «Золотий глобус» в 2008 році і трьох премій «Еммі». Відомий за роллю Арі Голда в серіалі «Антураж». Народився в Манхеттені в 1965 році. Вперше знявся в кінокомедії «Удвох», у режисера Ендрю Кьярамонте. Батько Джеремі — син вихідців з Вінниччини переважно єврейського походження — Семюела Півня та Катерини Балабан.

## Фільмографія
- 2015 — Антураж / Entourage — Арі Голд
- 2014 — На межі майбутнього / Edge of Tomorrow — полковник Волтер Маркс
- 2014 — Місто Гріхів 2 / Sin City: A Dame to Kill For — Боб
- 2013 — Містер Селфрідж / Mr Selfriedge — Гаррі Гордон Селфрідж
- 2012 — Агент під прикриттям / So Undercover — Армон Ренфорд
- 2012 — Пірати! Банда невдах / The Pirates! Band of Misfits — Блек Белламі (озвучення)
- 2011 — Діти шпигунів 4D / Spy Kids 4: All the Time in the World — Хранитель часу / Тік-так / Дангер Д'Амо
- 2009 — Продавець / The Goods: Live Hard, Sell Hard — Дон Ріді
- 2008 — Рок-н-рольник / RocknRolla — Роман
- 2007 — Королівство / The Kingdom — Деймон Шмідт
- 2006 — Тачки / Cars — Гарв
- 2006 — Не поступитися Штейнам / Keeping Up with the Steins — Адам Фідлер
- 2006 — Козирні тузи / Smokin 'Aces — Бадді Ізреіл
- 2005 — Гроші на двох / Two for the Money — Джері
- 2004 — Антураж / Entourage — Арі Голд
- 2003 — Вердикт за гроші / Runaway Jury — Лоренс Грін
- 2003 — Дуже страшне кіно 3 / Scary Movie 3 — Росс Джіггінг
- 2002 — Шосе / Highway — Сколд
- 2002 — Старе загартування / Old School — Сир або Гордон Прічард
- 2001 — Падіння «Чорного яструба» / Black Hawk Down — пілот першого збитого вертольота
- 2001 — Інтуїція / Serendipity — Дін Кенскі
- 2001 — Година пік 2 — гомосексуал
- 2000 — Сім'янин / The Family Man — Арні
- 1997 — Вбивство у Гросс-Пойнті / Grosse Pointe Blank — Пол Сперицьки
- 1997 — Цілуючи дівчат / Kiss the Girls — Генрі Кастільо
- 1995 — Протистояння / Heat — Боб
- 1995 — Доктор Джекілл і міс Гайд / Dr. Jekyll and Ms. Hyde — Піт Волстон
- 1995 — Рапсодія Маямі / Miami Rhapsody — Мітчелл
- 1994 — Плутанина / Floundering — хлопець
- 1993 — 12:01 — Говард Ріхтер
- 1993 — Двадцять доларів / Twenty Bucks — клерк
- 1993 — Ніч страшного суду / Judgment Night — Рей Кокран
- 1992 — Удвох / Twogether — Арні
- 1992 — Одинаки / Singles —  Даг Х'юлі
- 1992 — Гравець / The Player — Стів Рівз
- 1990 — Кидали / The Grifters — моряк
- 1990 — Білий палац / White Palace — Кан
- 1989 — Скажи хоч щось / Say Anything… — Марк
- 1986 — Лукас / Lucas — Спайк